# Coelorinchus hoangi
Coelorinchus hoangi is een straalvinnige vissensoort uit de familie van rattenstaarten (Macrouridae). De wetenschappelijke naam van de soort is voor het eerst geldig gepubliceerd in 2008 door Iwamoto & Graham.